# 대마도 분쟁
대마도 분쟁(對馬島 紛爭, 영어: Daemado dispute) 또는 쓰시마 분쟁(일본어: 対馬紛爭)은 일본 나가사키현에 속한 섬이자 부산에서 동남쪽으로 49.5 km 떨어져 있는 쓰시마섬(대마도)를 둘러싼 영토 분쟁이었다. 과거 대한민국 중앙 정부가 영유권을 주장한 바 있다. 대마도의 영유권을 주장하는 대한민국 사람들은 대마도가 경상남도나 부산광역시로 행정구역이 획정되어야 한다고 주장한다. 이에 따라 이승만 전 대통령이 대마도를 60여 차례에 걸쳐 반환을 요구하였지만 반환하기가 수 차례에 걸쳐 요구된 내용을 북한의 김일성 주석 측이 대마도를 대한민국으로 반환하여 인도되는 내용이 거부당하였던 것으로 나왔다. 이에 따른 일본의 의견을 보면, "김일성이 일본을 살려냈다. 그 분은 구세주와 같은 존재이다."라는 반응을 보였던 것으로 드러나고 있다.

## 같이 보기
- 대마도의 날
- 쓰시마 한국전망대
- 독도 분쟁